# 387P/Boattini
387P/Boattini, precedentemente indicata P/2008 Y1 (Boattini) e informalmente come Boattini 3, è una cometa periodica del Sistema solare, appartenente alla famiglia delle comete gioviane. È stata scoperta nel corso del Catalina Sky Survey il 22 dicembre 2008 dall'astronomo italiano Andrea Boattini, col telescopio Schmidt di 68 cm dell'Osservatorio Steward dell'Università dell'Arizona, situato sul Monte Bigelow. È la settima cometa scoperta da Boattini.